# Бранко Кијурина
Др Бранко Кијурина (Босут, 23. април 1891 — 26. март 1962) био је адвокат, политичар и бан.
Завршио је Карловачку гимназију, а права је студирао у Инзбруку и Загребу. Од 1900. до 1914. учествовао је у свим омладинским националним акцијама. За време Првог светског рата 1916. пребегао у Италију и одатле као добровољац стигао ка Крф. Борио се на Солунском фронту, где је био рањен и одликован Златном медаљом за храброст. После рата ушао у политику. Био је адвокат у Старој Пазови, а потом и јавни бележник. Био је одличан познавалац прилика у Војводини. За бана је постављен 1940. и на том месту остао до 1941. године.